# Brithodes bathisalis
Brithodes bathisalis là một loài bướm đêm trong họ Erebidae.